# Master of Business Administration
Master of Business Administration, MBA – studia podyplomowe z zarządzania, najczęściej zaoczne. Do ich podjęcia zwykle wymagane jest posiadania określonego doświadczenia zawodowego.

## Historia
Pierwsze próby kształcenia specjalistów w zarządzaniu specjalnie dla potrzeb przedsiębiorstw pojawiły się już wraz z powstaniem pierwszej amerykańskiej szkoły biznesu w 1881 roku, którą była Wharton School of the University of Pennsylvania. Na kontynencie europejskim jej odpowiednikiem była École des Hautes Études Commerciales, założona przez Paryską Izbę Przemysłowo-Handlową (również w 1881 roku). Pierwsze dwuletnie studia z zarządzania będące prekursorem współczesnych studiów MBA zostały zorganizowane w Tuck School of Business w Dartmouth College.
Studia MBA zaczęły być szeroko organizowane w USA na początku lat 50. XX w. W Polsce programy tego typu pojawiły się na początku lat 90. XX w.
W kursach MBA bardzo dużą wagę przykłada się do umiejętności praktycznych, dlatego też nie brakuje tu podstawowych informacji na temat ekonomii i analizy ilościowej, ale są także zajęcia z umiejętności prowadzenia negocjacji i prezentowania zdolności decyzyjnych.

## Charakterystyka
Program studiów jest bardzo szeroki i obejmuje m.in. takie dziedziny jak: księgowość, finanse, marketing, zarządzanie przedsiębiorstwem i korzystanie z systemów informacji, prawo, oraz zarządzanie zasobami ludzkimi.
Studia tego rodzaju trwają w USA od 2 do 3 lat, w Europie jest to okres od roku do 2 lat (w Polsce zazwyczaj 2 lata). Koszt studiów MBA związany jest z prestiżem uczelni. Jeden z najbardziej prestiżowych dyplomów MBA zdobywa się na Harvardzie, a dwuletnie studia kosztują ok. 200 tys. dolarów. Inwestycja w tego typu wykształcenie przynosi jednak wymierne korzyści w postaci wyższego wynagrodzenia.

## RodzajeMBA
Można wyróżnić kursy MBA:
- podstawowe MBA (dla zawodowych menedżerów),
- executive – EMBA (dla menedżerów z większym stażem zawodowym, np. 7-letnim[5])
- global executive – GEMBA (dla menedżerów pracujących w instytucjach międzynarodowych)
- tematyczne, skierowane do kadry menedżerskiej o określonej specjalizacji (np. finansiści, HR, IT i in.)

Instytucją, która przyznaje międzynarodowe akredytacje dla szkół wyższych prowadzących programy MBA, jest AMBAs.

## Najlepsze programyFull Time MBA
Dane według rankingu The Economist za 2011 r.
| Lp. | Nazwa                                                    | Państwo    |
| --- | -------------------------------------------------------- | ---------- |
| 1.  | Dartmouth College                                        | USA        |
| 2.  | University of Chicago                                    | USA        |
| 3.  | IMD (International Institute for Management Development) | Szwajcaria |
| 4.  | University of Virginia                                   | USA        |
| 5.  | Harvard Business School                                  | USA        |
| 6.  | Haas School of Business                                  | USA        |
| 7.  | Columbia Business School                                 | USA        |
| 8.  | Stanford Graduate School of Business                     | USA        |
| 9.  | York University – Schulich School of Business            | Kanada     |
| 10. | IESE Business School                                     | Hiszpania  |

W zestawieniu 60 szkół biznesu w roku 2012 (ranking MBA) pierwszą pozycję zajęła Harvard Business School

## Najlepsze programy wedługGlobal MBA Ranking 2013
Dane według rankingu Financial Times za rok 2013
| Lp. | Nazwa                                | Państwo            |
| --- | ------------------------------------ | ------------------ |
| 1.  | Harvard Business School              | USA                |
| 2.  | Stanford Graduate School of Business | USA                |
| 3.  | University of Pennsylvania: Wharton  | USA                |
| 4.  | London Business School               | Wielka Brytania    |
| 5.  | Columbia Business School             | USA                |
| 6.  | INSEAD                               | Francja / Singapur |
| 7.  | IESE Business School                 | Hiszpania          |
| 8.  | Hong Kong UST Business School        | Hongkong           |
| 9.  | MIT: Sloan                           | USA                |
| 10. | University of Chicago: Booth         | USA                |